# باذوة

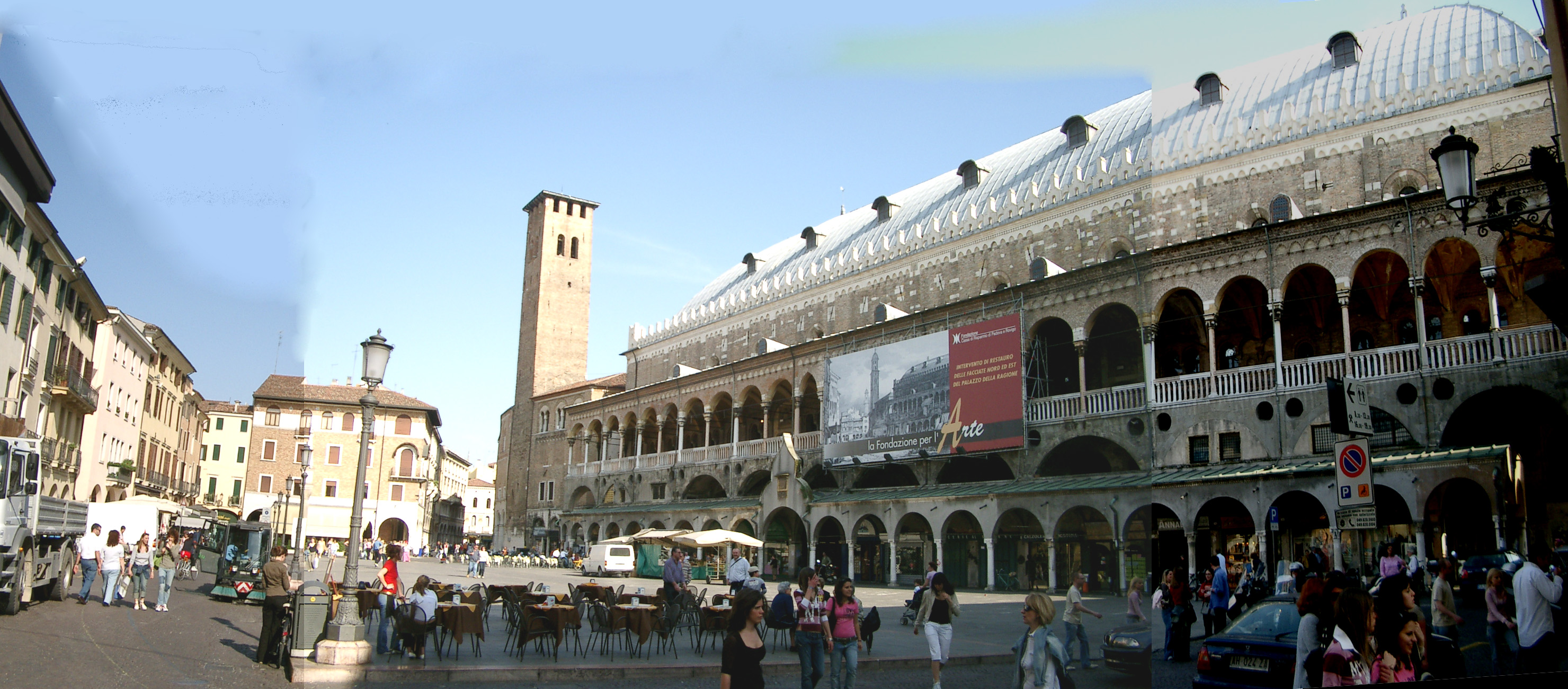
ساحة ديلا فروتا

بَاذُوَة أو بادُفة أو بادُفا أو (نقحرة: بادوفا) (بالإيطالية: Padova)‏، مدينة إيطالية بإقليم فِنيتة شمال البلاد، عاصمة مقاطعة باذُوَة والمحور الاقتصادي والاتصالاتي بالمقاطعة. يبلغ عدد قاطينها 210.301 ساكن.
تقع باذُوَة على نهر باكيليوني، ونهر برينتا (يمر بجزء داخل المدينة) يلامس الأجزاء الشمالية، وتبعد 40 كم إلى الغرب من مدينة البندقية و 29 كم جنوب شرق مدينة فِشنزة. محيطها الزراعية هو السهل الفينيتي (Pianura Veneta)، ترتفع جنوب غربي المدينة تلال يوغاني، أشاد بها الشعراء لوكانوس ومارتيال وفرانشيسكو بتراركا وأوغو فوسكولو وبيرسي بيش شيلي.
المدينة خلابة، بشبكة كثيفة من الشوارع المزودة بممرات تؤدي إلى ساحات عامة كبيرة، والعديد من الجسور تعبر مختلف فروع الباكيليوني، والذي يحيط بالأسوار القديمة مثل الخندق المائي.
و هي مقر لجامعة مرموقة أسست سنة 1222 م، تفتخر باذُوَة بالعديد من الشواهد عن ماضٍ ثقافي وفني عريق، مما جعلها مقصداً للسياح من جميع أنحاء العالم. وهي اليوم مركز اقتصادي هام وأحد أهم وأكبر مراكز تبادل النقل بما فيه النهري على مستوى أوروبا، وتعد حاليا أكبر محطة في شمال إيطاليا.
و باذُوَة هي مسرح لأغلب أحداث رواية شكسبير ترويض النمرة.

## السكان
في سنة 1871 بلغ عدد السكان 64٬862 نسمة، وتطور العدد ليصل في سنة 2011 لـ 206٬192 نسمة.
يظهر هذا المخطط البياني تطور النمو السكاني لـ باذُوَة

## التاريخ

### العصور القديمة
تدعي باذُوَة بأنها أقدم مدينة في شمال إيطاليا. وفقاً لتأريخ تقليدي على الأقل بالنسبة لإنياذة فيرجيل، وأعادت اكتشافه بلدية القرون الوسطى لتمجيد ذاتها، أنها تأسست في عام 1183 قبل الميلاد من قبل الأمير أنتينور الناجي من تدمير طروادة، الذي يفترض أنه قاد شعب الفينيتيين أو الإنيتيين من المنطقة البلقان إلى إيطاليا. نبشت المدينة قبراً حجرياً كبيراً في سنة 1274 وأعلنت أن هذه تمثل آثار أنتينور.
سكن فينيتيو الأدرياتي في Patavium كما سماها الرومان. عُرفوا بسلالات خيولهم وأصواف أغنامهم ممتازتين. قاتل رجالها مع الرومان في معركة كاناي. صارت المدينة بلديةً رومانية منذ سنة 45 قبل الميلاد. أصبحت قويةً جداً حتى قيل أنها كانت قادرة على توفير مائتي ألف رجل مقاتل. أبانو القريبة هي مسقط المؤرخ الشهير تيتوس ليفيوس. وكانت باذُوَة مسقط رأس كل من : الشاعر غايوس فاليريوس فلاكوس، واللغوي والمؤرخ أسكونيوس بيديانوس، والفيلسوف الرواقي تراسيا بايتوس.
ويقال أن القديس بروسدوسيموس هو من نَصـّرَ المنطقة. ويُبجـّل باعتباره أول أسقف للمدينة.

### أواخر العصور القديمة
تاريخ باذُوَة بعد أواخر العصور القديمة تبع مسار الأحداث المشتركة بين معظم مدن شمال شرق إيطاليا.
و قد عانى شمال شرق إيطاليا عموماً بشدة من غزو الهون بقيادة أتيلا (452). ثم حكمها ملوك القوط أودواكر وثيودوريك العظيم. ولكن خلال الحرب القوطية استسلمت للبيزنطيين سنة 540. أعاد القوط استيلاء على المدينة مرة أخرى بقيادة توتيلا، ولكن نارسيس استرجعها إلى جانب الإمبراطورية الشرقية عام 568.
ثم سقطت تحت سيطرة اللومبارديين. في سنة 601 ثارت المدينة ضد أجيلولفواللومبارديين ملك، وبعد معاناة طويلة (12 سنة) وحصار دامي، اقتحمها وأحرقها. لقد مُحقت باذُوَة العصور القديمة : بقايا مدرج (Arena) وبعض أساسات جسر هما كل ما تبقى من باذُوَة رومانية حتى اليوم. فرّ أهالي المدينة إلى التلال وعادوا ليعيشوا بتقشف بين الأطلال ؛ استنادا للروايات أن الطبقة الحاكمة تخلت عن المدينة للاغونا. لم تسترد المدينة عافيتها بسهولة من هذه الضربة، وكانت باذُوَة ما تزال ضعيفة لمّا حلّ الفرنجة محل اللومباديين كأسياد لشمال إيطاليا.

### الفرنجة والحكم الأسقفي
في مؤتمر آخن (828)، قُسمت أملاك الماركيين ومن ضمنها باذُوَة إلى أربع بلدان أخذها إحداها اسمها، مدينة باذُوَة.
خلال فترة الحكم الأسقفي على مدن شمال إيطاليا، لم تبد باذُوَة مهمة جداً أو نشطة جداً. الاتجاه العام لسياستها طوال فترة صراع التتويج كان إمبراطورياً وليس رومانياً ؛ وأساقفتها كانوا ألماناً في الأغلب.
الحدث الرئيسي في أواسط العصور الوسطى كان نهب المجريين للمدينة في سنة 899. واحتاجت باذُوَة للعدة سنوات قبل أن تتعافى من هذا التخريب.

### ظهور البلدية
كانت تجري تحت السطح عدة حركات هامة كإرهاصات لتطور باذُوَة اللاحق.
أقرّ المواطنون دستوراً في بداية القرن الحادي عشر، يتكون من مجلس عام أو جمعية تشريعية وهيئة تنفيذية (credenza).
و أثناء القرن القادم دخلت حروباً مع البندقية وفيشنسا حول حقوق الملاحة عبر نهري باكيليوني برينتا. وهذا يعني تنامي قوة المدينة، واعتمادها على ذاتها.
بدأت تظهر عائلات كامبوسامبييرو وإستي ودا رومانو الكبرى وقسـّمت المنطقة البادوفية فيما بينها. اضطر المواطنين لانتخاب بوديستا من أجل حماية حرياتهم. وقع اختيارهم الأول على أحد أعضاء آل إستي.
دمر حريق باذُوَة في عام 1174. ويفترض أن المدينة خضعت لعملية إعادة بناء.
ساعد النجاح المؤقت للرابطة اللومباردية في تقوية المدن. ولكن سرعان ما أعادتهم غيرتهم الحضارية إلى الضعف مرة أخرى. ونتيجة لذلك، في عام 1236 لم يجد فريدريك الثاني صعوبة تذكر في تثبيت نائبه الاستبدادي إتسيلينو دا رومانو في باذُوَة والمدن المجاورة، حيث مارس أعمالا وحشية مخيفة على السكان. أُسقط إتسيلينو في يونيو 1256 دون أراقة دماء مدنيين، بفضل البابا إسكندر الرابع.
ثم تمتعت باذُوَة بفترة من الهدوء والرخاء : بدأ بناء كاتدرائية القديس ؛ أصبح البادوفيون أسياد فيشنسا. تأسست الجامعة (الثالثة في إيطاليا) في عام 1222، وازدهرت القرن الثالث عشر.
و لكن تقدم باذُوَة في القرن الثالث عشر وضعهم أخيراً في صراع مع كانغراندي الأول ديلا سكالا سيد فيرونا. وفي سنة 1311 استسلمت باذُوَة لفيرونا.
انتخب ياكوبو دا كرارا سيداً لباذُوَة في عام 1318. ومنذ ذلك الحين حتى سنة 1405 تناوب تسعة أعضاء من أسرة كراريزي المستنيرة على سيادة المدينة، باستثناء فترة وجيزة من من سيادة آل ديلا سكالا بين عامي 1328 و1337 وسنتين (1388-1390) لمّا استولى جانغالياتسو فيسكونتي على المدينة. فترة آل كراريزي كانت فترة طويلة من القلق، لخوضهم الحروب باستمرار. في سنة 1387 انتصر جون هوكوود في معركة كاستانيارو لصالح باذُوَة، على جوفاني أورديلافي الذي قاتل لحساب فيرونا.
انتهى أخيراً عهد آل كراريزي كقوة لصالح آل فيسكونتي وتنامت أهمية البندقية.

### حكم البندقية
وقعت باذُوَة تحت حكم الفينيتي في عام 1405، وظلت هكذا غالباً حتى سقوط جمهورية البندقية في سنة 1797.
كان هناك مجرد فترة وجيزة تغيرت فيها السلطة على المدينة (1509) خلال حرب العصبة المقدسة. ففي 10 ديسمبر 1508 اتفق ممثلون عن البابوية، وفرنسا، والإمبراطورية الرومانية المقدسة، وفرناندو الثاني ملك إسبانيا على تشكيل العصبة المقدسة أو عصبة كامبراي ضد جمهورية البندقية. ونص الاتفاق على التقطيع الكامل لأوصال أراضي البندقية في إيطاليا وتقسيمها بين المُوقـّعين : وكانت باذُوَة من نصيب ماكسيمليان الأول إمبراطور الرومانية المقدسة من آل هابسبورغ بالإضافة إلى فيرونا وأراضي غيرها. في سنة 1509 استولى أنصار الإمبراطورية على باذُوَة لبضعة أسابيع فقط. ثم استعادتها قوات البنادقة بسرعة وتمكنت من الدفاع عنها أثناء حصار القوات الإمبراطورية. (انظر حصار باذُوَة).
حكم المدينة نبيلان بندقيان، بودستا مدني وقائد للشؤون العسكرية. ينتخب كلاهما لستة عشر شهرا. في ظل هؤلاء الحكام، واصل المجلسان الكبير والصغير بتصريف أعمال البلدية وإدارة القانون البادوفي، والوارد في تشريعات 1276 و1362. كان هنالك أمينان يديران الخزانة ؛ ومرة كل خمس سنوات يرسل البادوفيون أحد نبلاءهم للإقامة في البندقية كسفير (nuncio)، للاهتمام بمصالح مدينته.
حصنت البندقية باذُوَة بأسوار جديدة، بنيت بين عامي 1507 و1544، مع مجموعة من البوابات الضخمة.

### الحكم النمساوي
زالت جمهورية البندقية من على الخريطة عام 1797 بموجب معاهدة كامبوفورميو، ومنحت باذُوَة للإمبراطورية النمساوية. بعد سقوط نابليون، في عام 1814 أصبحت المدينة جزءاً من مملكة لومباردو فينيتو.
لم يتمتع النمساويون بالشعبية في الأوساط التقدمية بشمال إيطاليا. في سنة الثورات 1848، شهدت باذُوَة انتفاضة طلابية في 8 فبراير تحولت فيها الجامعة ومقهى بيدروكي إلى ساحات معارك قاتل فيها الطلاب والبادوفيون العاديون جنبا إلى جنب.
بدأت باذُوَة تطورها الصناعي تحت الحكم النمساوي ؛ وأنشئ خط باذُوَة - البندقية أحد أوائل خطوط السكك الحديدية الإيطالية في سنة 1845.
في عام 1866 أعطت معركة سادوفا إيطاليا الفرصة لطرد النمساويين من الجمهورية الفينيتية القديمة، وانضمت باذُوَة وبقية فينيتو إلى المملكة إيطالية المتحدة.

### الحكم الإيطالي
ضمت باذُوَة إلى إيطاليا خلال سنة 1866، كانت في مركز أفقر منطقة في شمال إيطاليا، وهي كانت حالة فينيتو حتى الستينات. ورغم هذا ازدهرت المدينة في العقود التالية على الصعيدين الاقتصادي والاجتماعي، ومطورةً صناعتها، وصارت سوقاً زراعياً هاماً ومركز ثقافي وتكنولوجي ذو أهمية بالغة كما الجامعة. استضافت المدينة أيضا قيادة عسكرية رئسية والعديد من الأفواج.

### القرن العشرين
عند دخول إيطاليا الحرب العالمية الأولى في 24 مايو 1915، اختيرت باذُوَة كمقر لقيادة الجيش الإيطالي الرئيسية. أقام الملك فيتوريو إمانويلي الثالث ولويجي كادورنا القائد العام في باذُوَة خلال فترة الحرب. بعد هزيمة إيطاليا في معركة كابوريتو خريف سنة 1917، كان خط الجبهة يقع على نهر بيافي. وهو لا يبعد عن باذُوَة سوى 50 - 60 كم، وصارت المدينة آنذاك في مرمى المدفعية النمساوية. بيد أن القيادة العسكرية الإيطالية لم ينسحب. وقُصفت المدينة عدة مرات (قتل حوالي 100 مدني). وتذكر رحلة الشاعر غابرييلي دانونسيو الجريئية إلى فيينا من ميدان سان بيلادجو الجوي القريب قائداً 9 طائرات أسقطت آلاف المنشورات الدعائية.
زال الخطر عن باذُوَة بعد سنة. فقد انتصر الجيش الإيطالي بمعركة فيتوريو فينيتو الحاسمة أواخر تشرين الأول أكتوبر 1918 (سنة بالضبط بعد كابوريتو)، وانهارت القوات النمساوية. تم توقيع الهدنة بفيلا جوستي في باذُوَة، في الثالث من تشرين الثاني نوفمبر عام 1918، باستسلام الإمبراطورية النمساوية المجرية لإيطاليا.
تقدمت الصناعة بقوة خلال الحرب، ما أعطى باذُوَة قاعدةً لمزيد من التطور في فترة ما بعد الحرب. في السنوات التي تلت الحرب العظمى، نمت باذُوَة خارج البلدة التاريخية، متزايدة سكانياً، رغم تفشي الصراعات العمالية والاجتماعية ذلك الوقت.

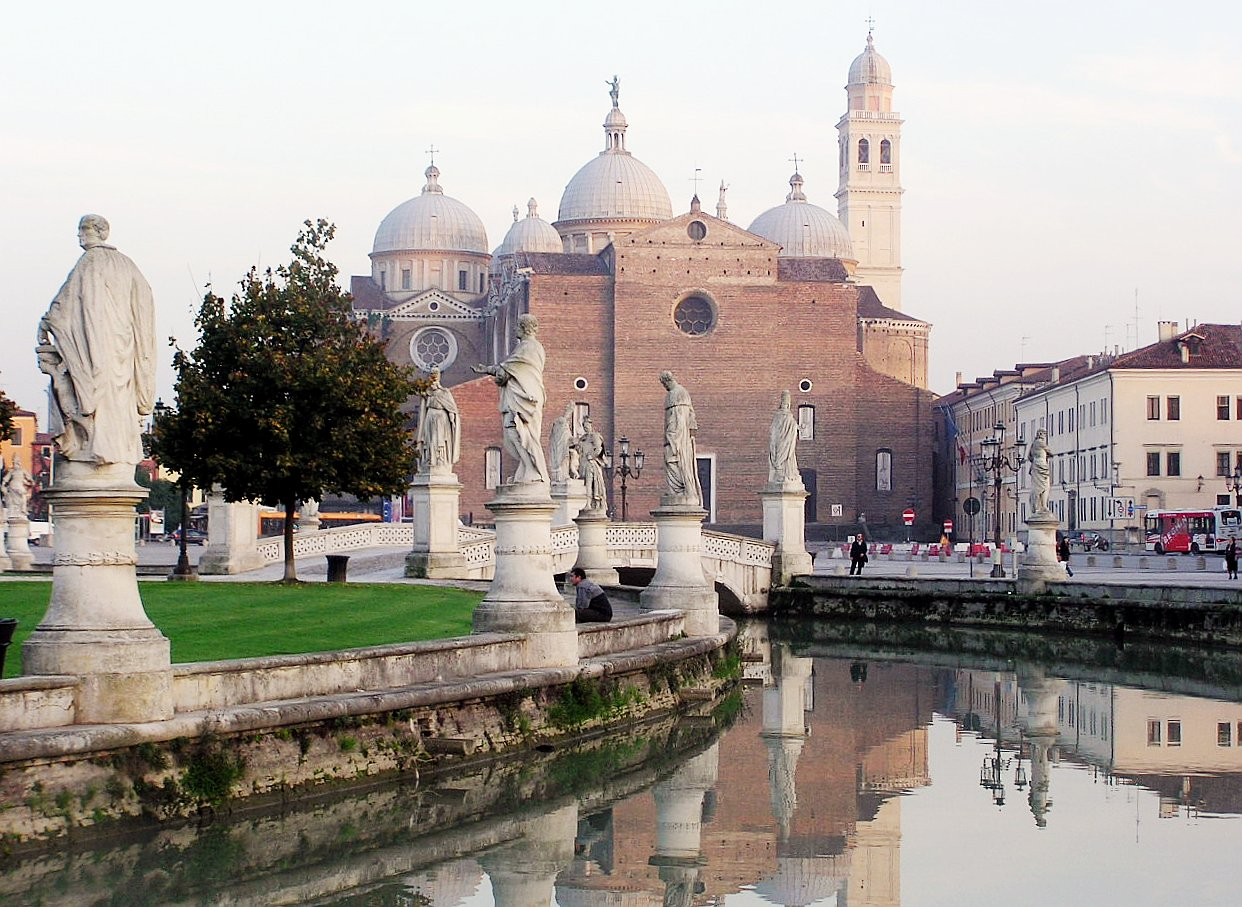
كنيسة سانتا جوستينا المقابلة لساحة براتو ديلا فالي الكبيرة
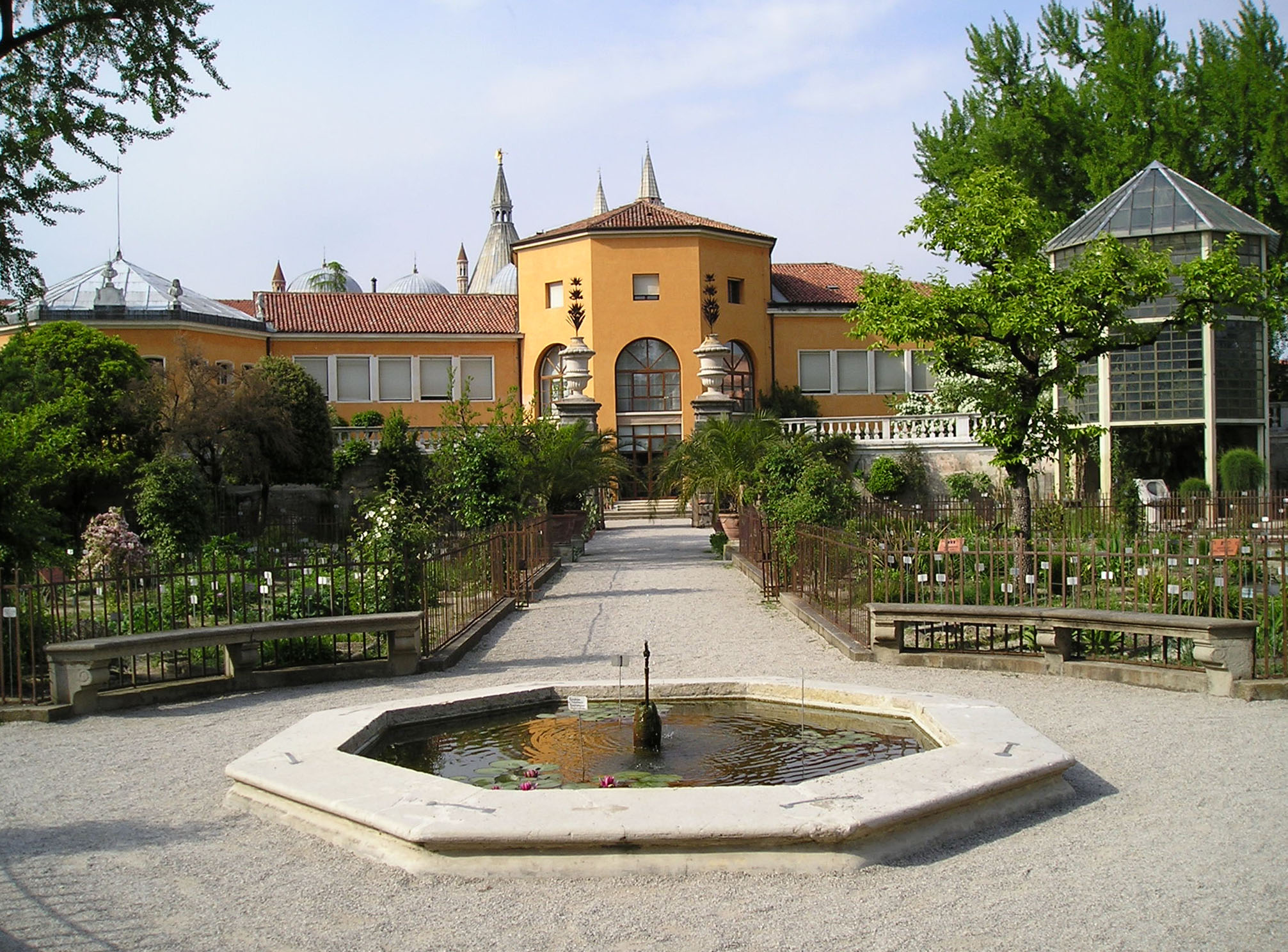
الحديقة النباتية في بادوفا، أقدم مستنبت علمي جامعي
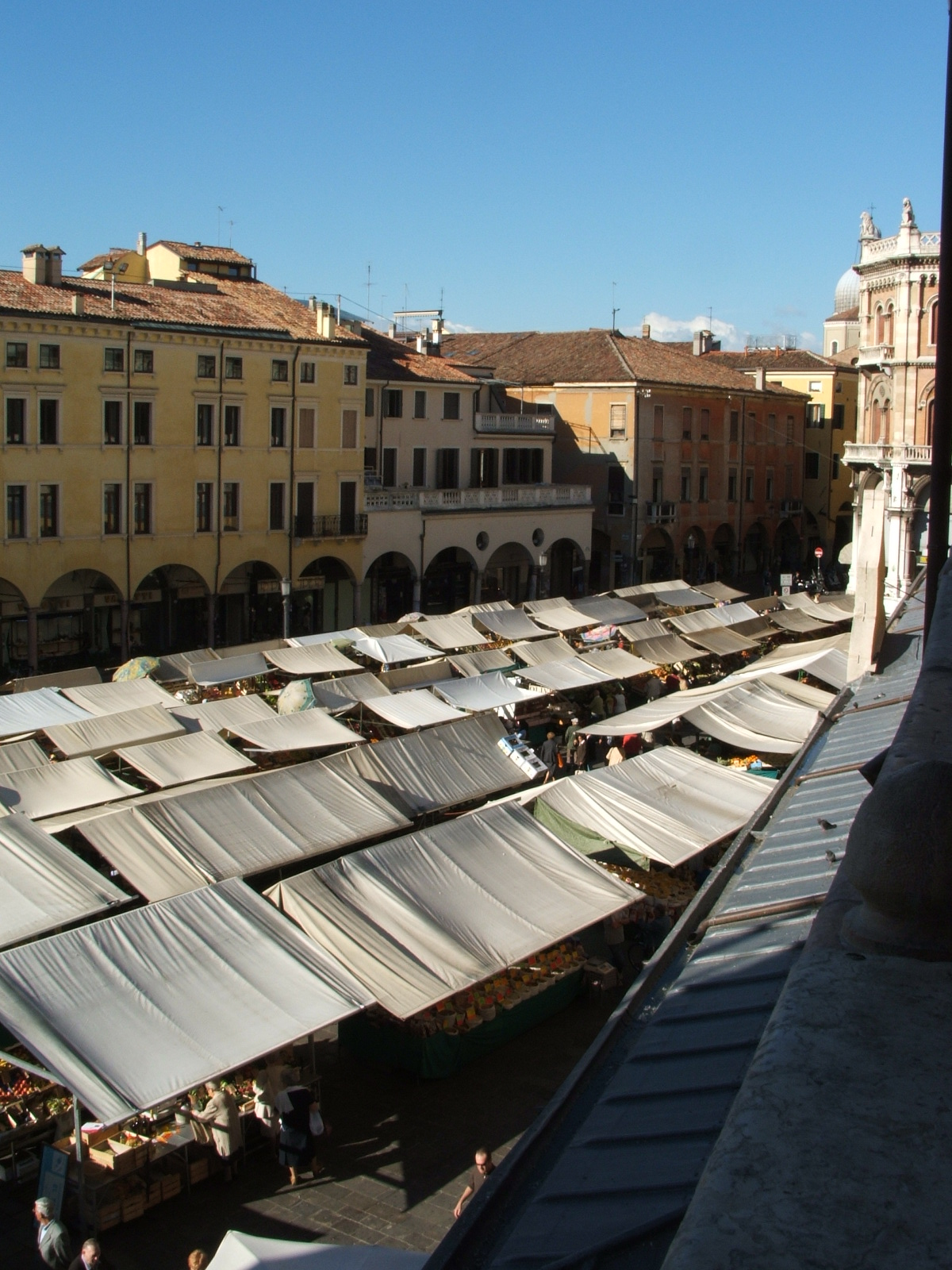
ساحة ديلي إربي
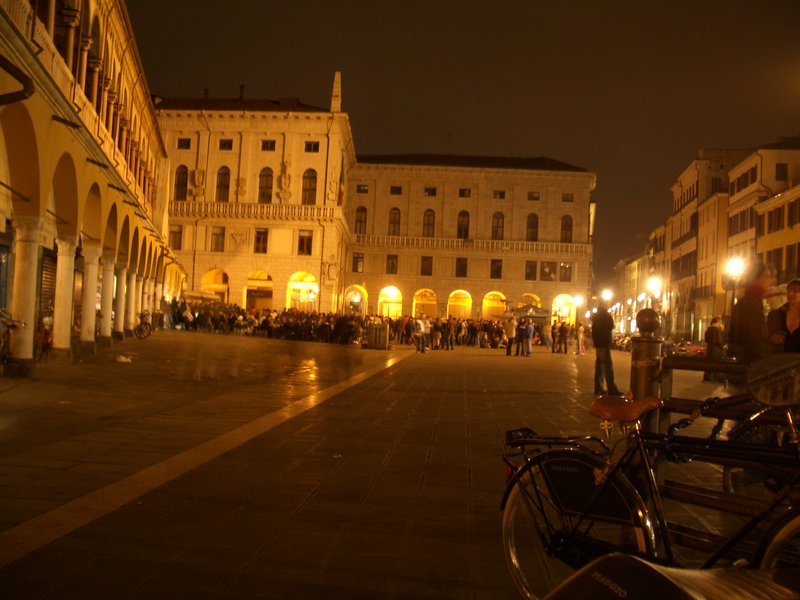
ساحة ديلا رادجوني ليلا
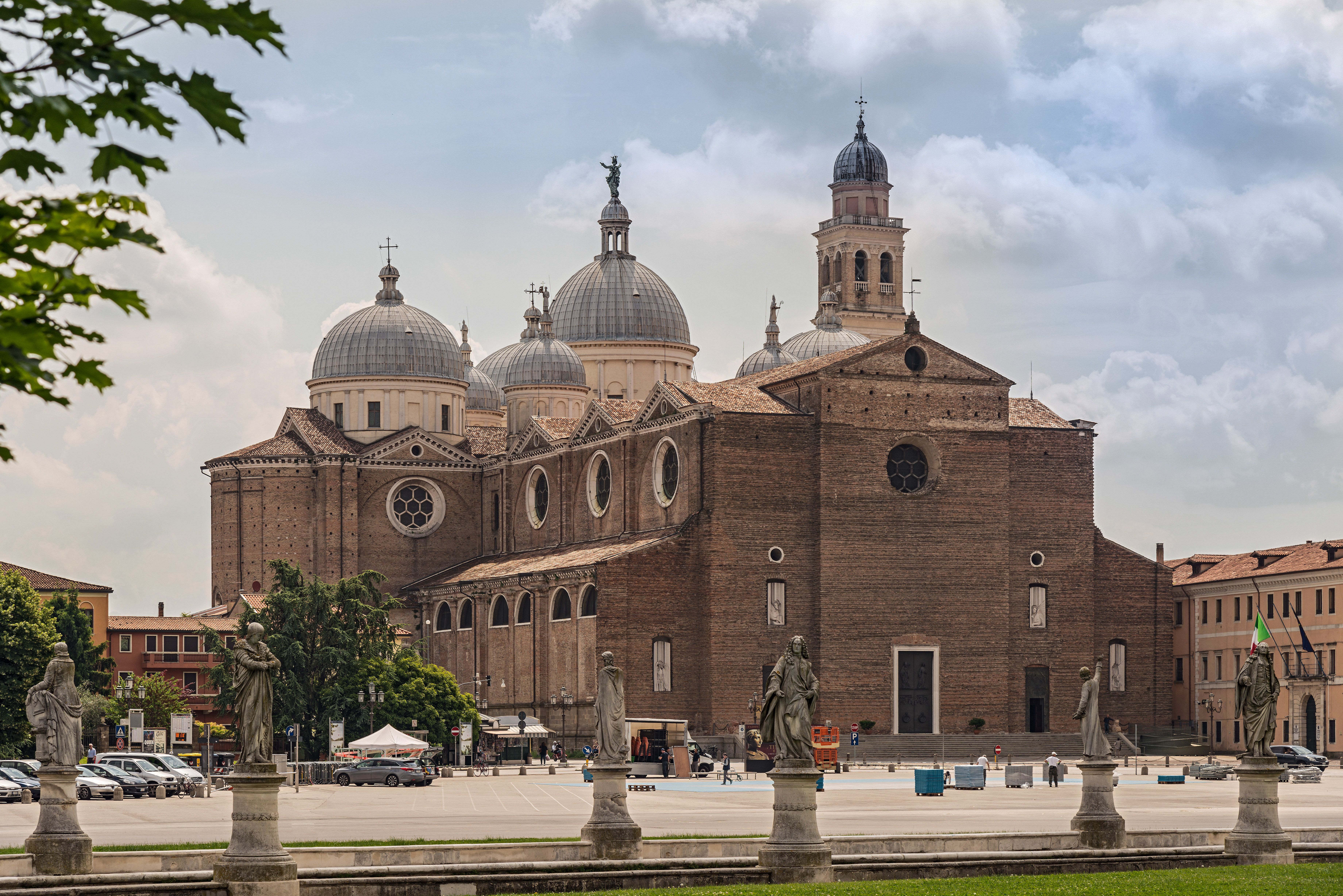
كنيسة سانتا جوستينا المقابلة لساحة براتو ديلا فالي الكبيرة
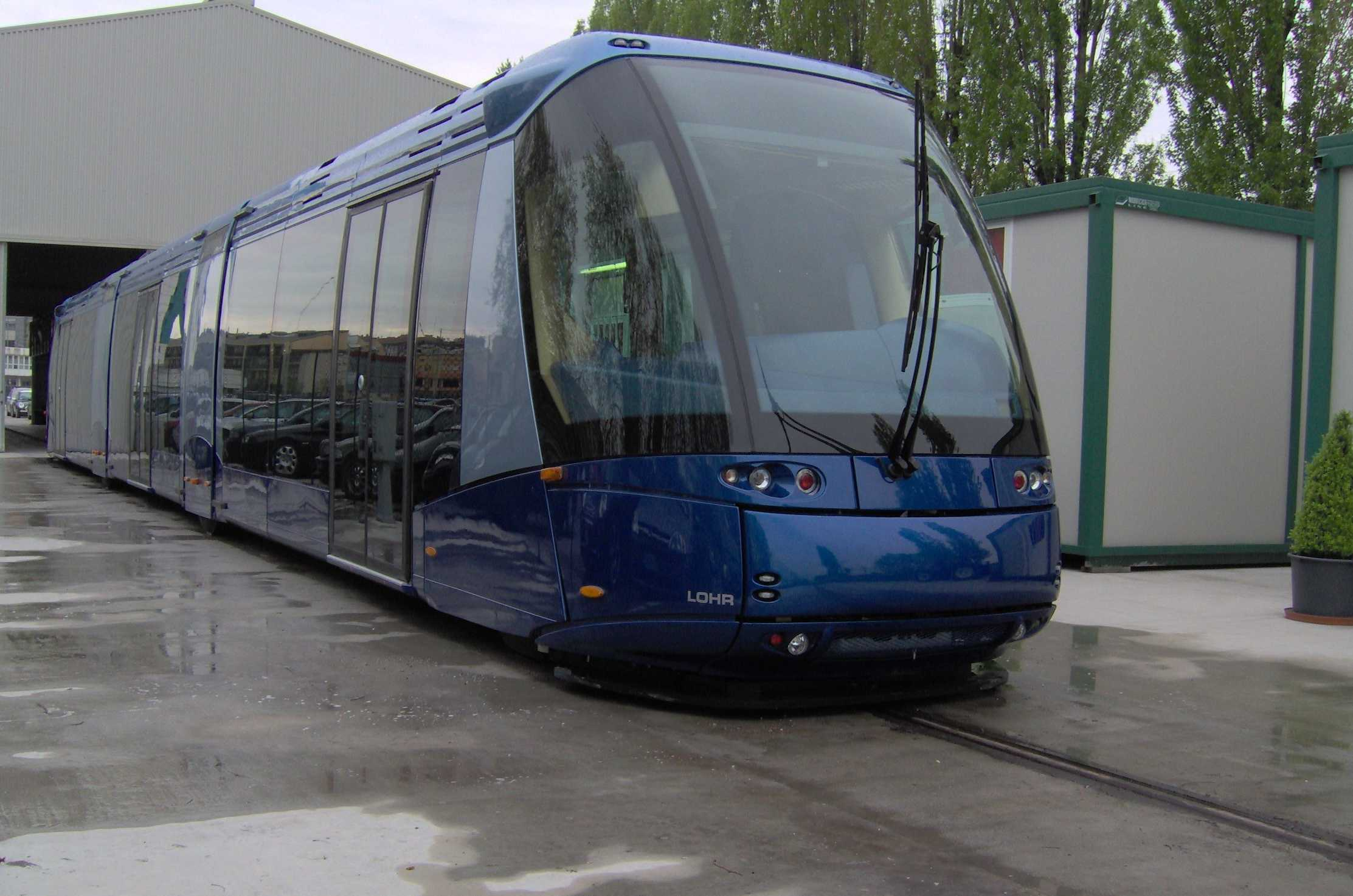
ترام بادوفا
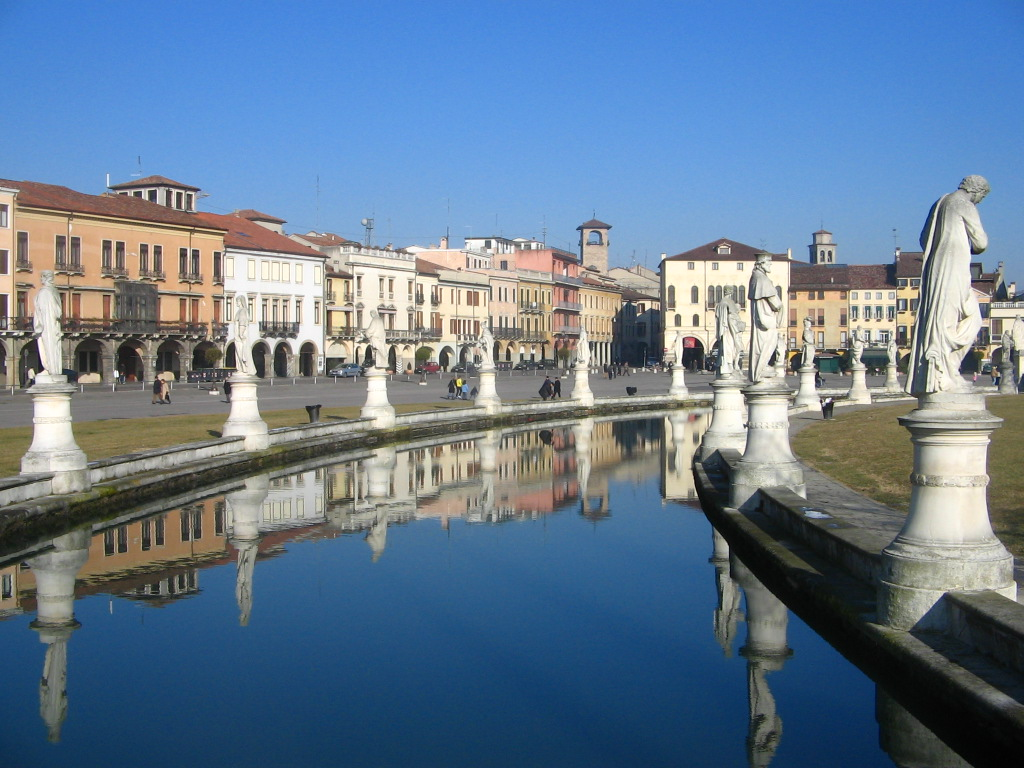
ساحة براتو ديلا فالي الكبيرة
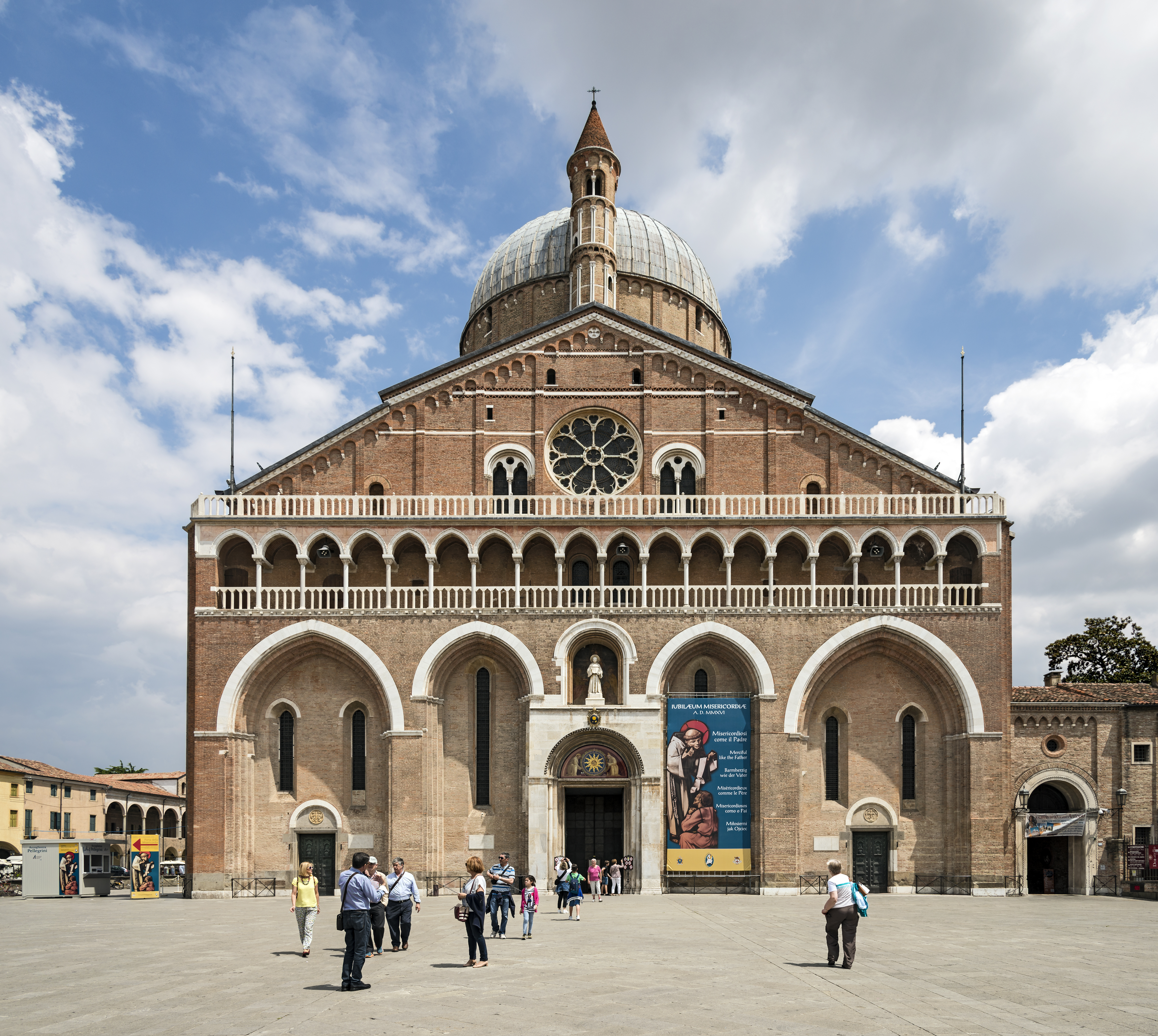
كنيسة سانت أنتونيو
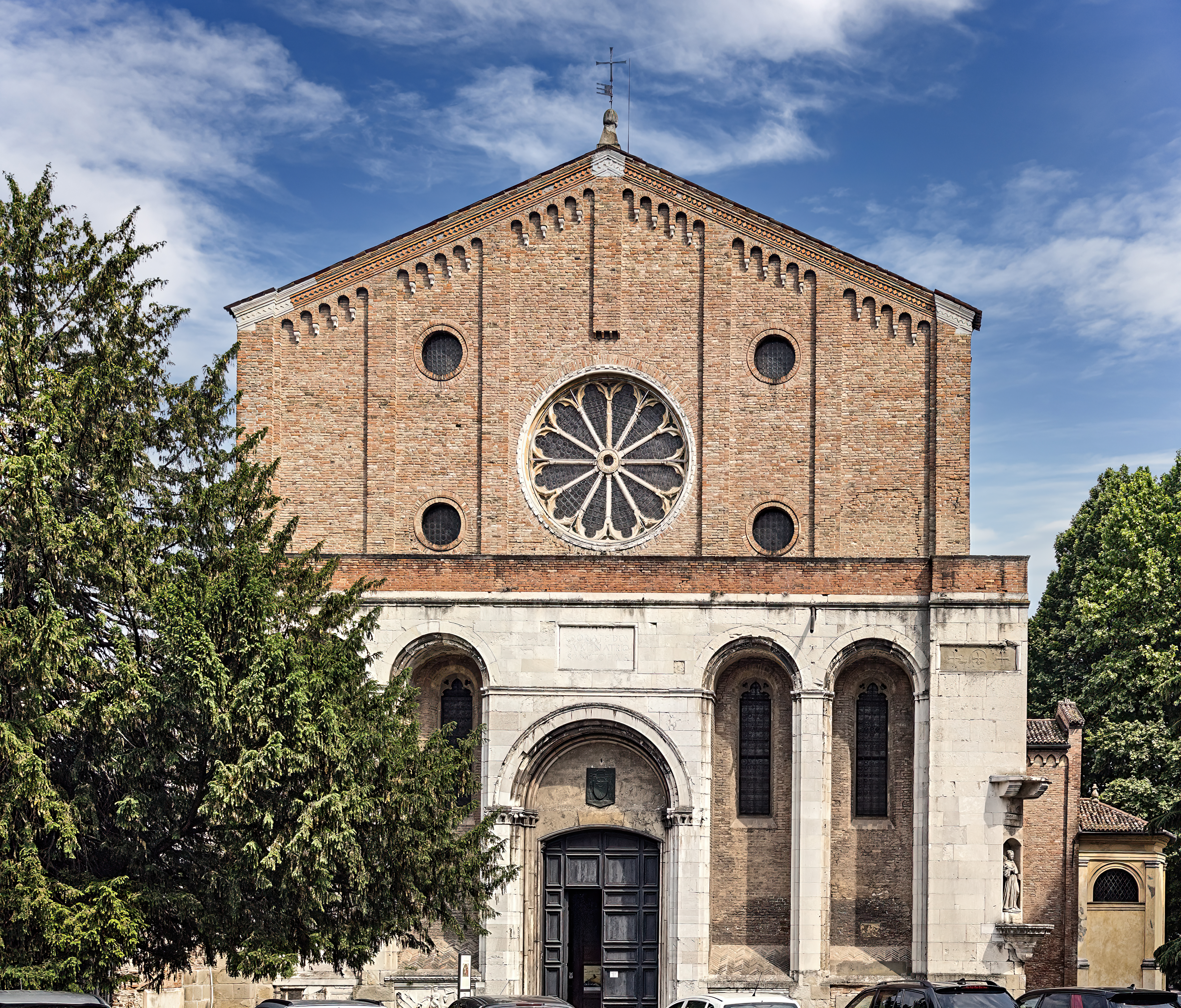
أحد متاحف بادوفا
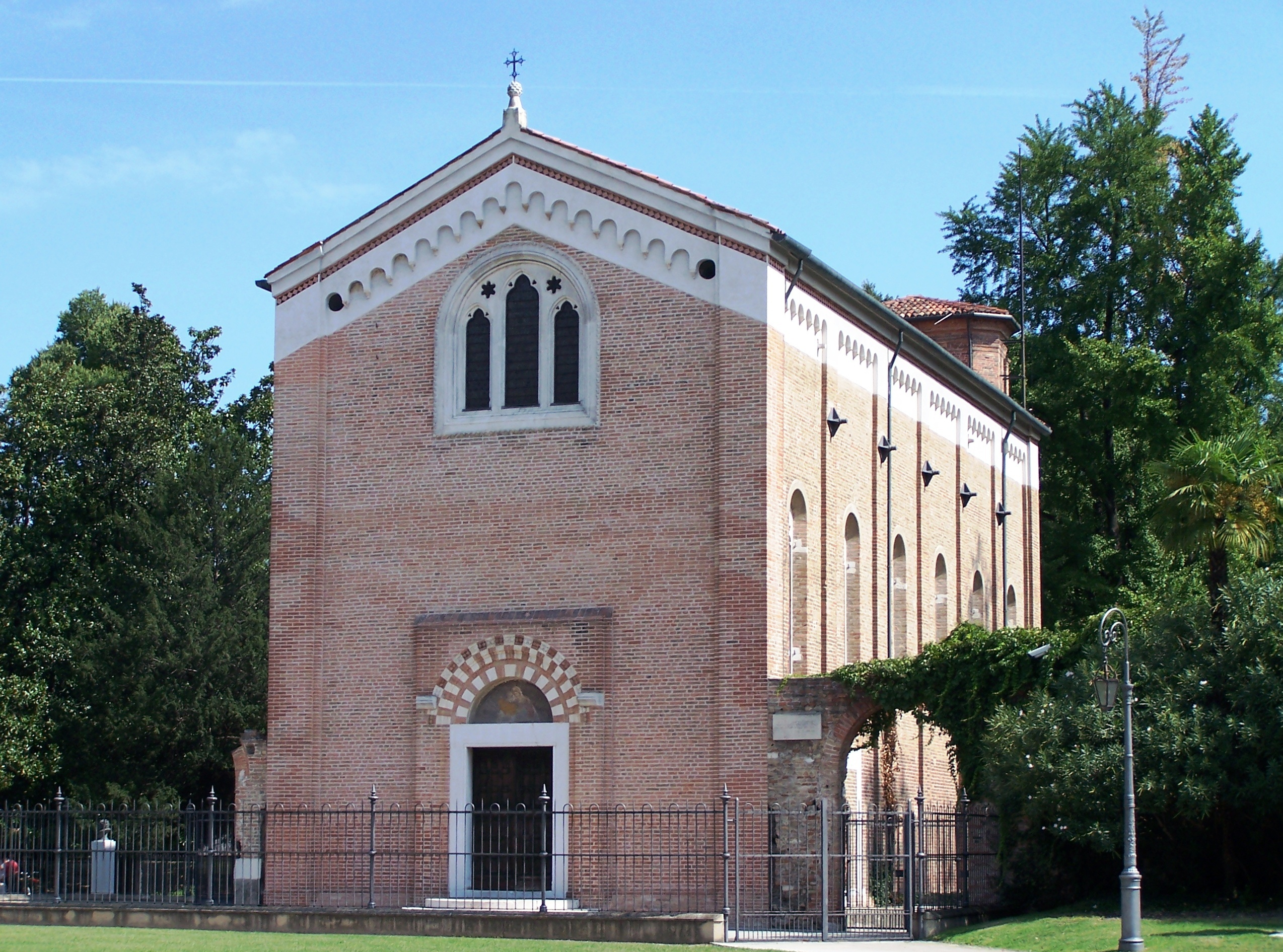
كابيلا ديلي سكروفيني
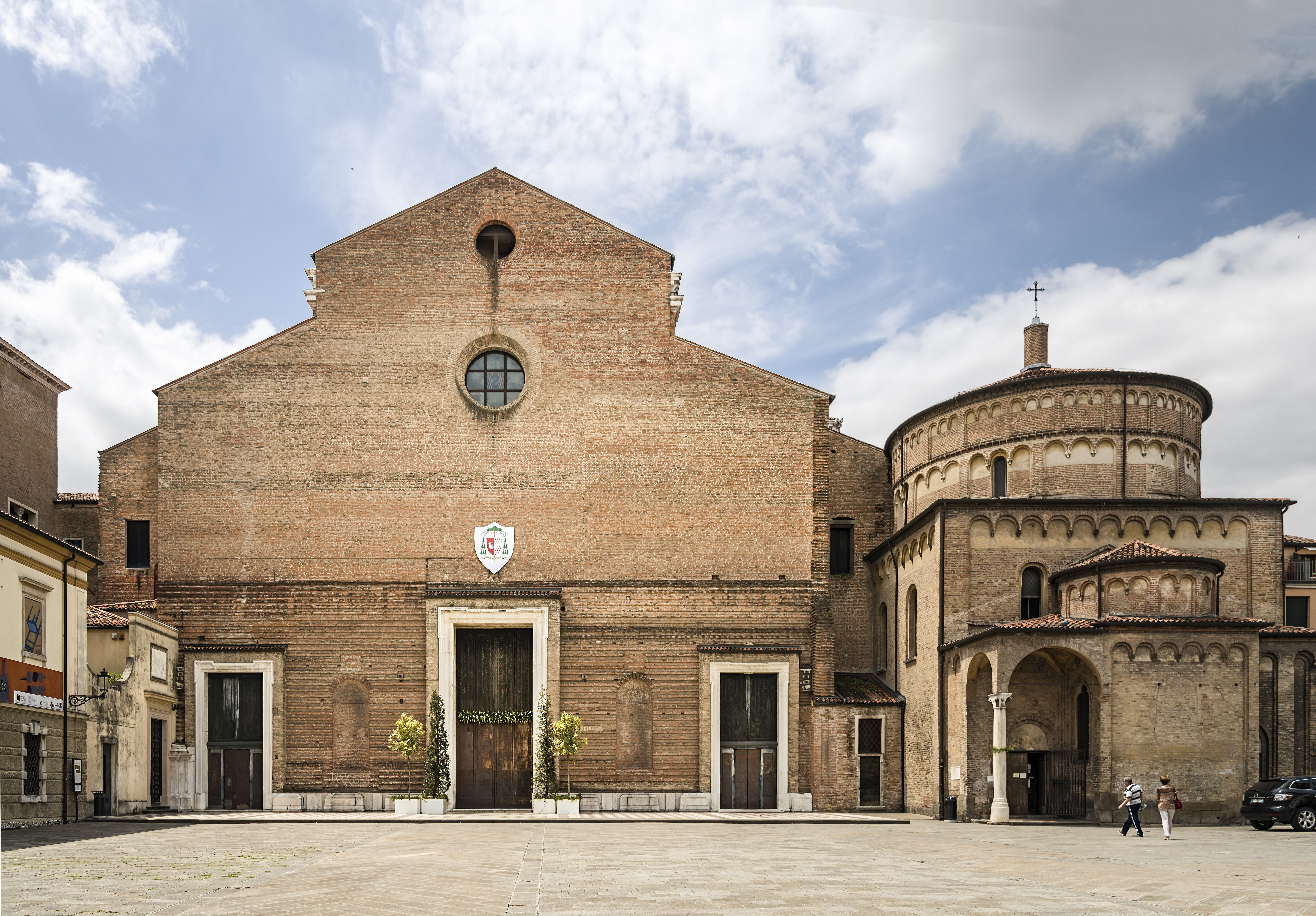
كاتدرائية بادوفا